# Migravit Baro
Migravit Baro (Epitafium Leszka Czarnego) –  wiersz po łacinie z końca XIII w., poświęcony Leszkowi Czarnemu.
Utwór znany jest z tzw. Rocznika świętokrzyskiego (nowego). Powstał prawdopodobnie pod koniec XIII w. po śmierci księcia Leszka Czarnego (1288). Wiersz zawiera pochwałę rodu księcia, przypomina jego imię, godność i zalety oraz sławi jako wybitną osobistość. Utwór pisany jest heksametrem (w tym leoninami). Rymowane w nim są nie tylko zakończenia wersów, ale także cezura z klauzurą:
Migravit Baro natus ex semine claro
Cui metra paro similem sibi vidi raro